# Ángel Sixto Rossi
Mons. Ángel Sixto kardinál Rossi (* 11. srpna 1958 Córdoba) je argentinský jezuita a katolický biskup, který je arcibiskupem córdobským (od roku 2021) a kardinál.

## Stručný životopis
V roce 1976 vstoupil do Tovaryšstva Ježíšova, prošel formací a v roce 1986 byl vysvěcen na kněze. V roce 1992 založil nadaci Fundación Manos Abiertas, která rozděluje ošacení a jídlo nejchudším ve společnosti a je silně rozšířena v Latinské Americe. Doktorát ze spirituální teologie získal na římské Gregoriáně. Je autorem četných děl z oblasti spirituální a pastorální teologie. NA sklonku roku 2021 jej papež František jmenoval arcibiskupem córdobským.

## Kardinálská kreace
V neděli 9. července 2023 papež František ohlásil, že v konzistoři dne 30. září 2023 jmenuje 21 nových kardinálů, mezi nimi i Monsignora Rossiho.V konzistoři dne dne 30. září 2023 jej také skutečně jmenoval.